# The Linnean Society of London
The Linnaean Society blev grundlagt i 1788 og har navn efter den svenske forsker Carl von Linné.
Selskabets første præsident Sir James Edward Smith købte Linnés botaniske og zoologisk samling og efter Smiths død købte selskabet samlingen af dødsboet.